# Championnat d'Uruguay de football 1928
Navigation
Édition précédente Édition suivante
| \| Montevideo: · Nacional · Peñarol · Wanderers · Charley · Liverpool · Lito · Rampla Juniors · Sud América · Misiones · Defensor · Bella Vista · Uruguay Athletic · Racing Club · Olimpia · Capurro · Cerro · Colón Montevideo \| Localisation des clubs engagés dans le championnat. |
| Montevideo: · Nacional · Peñarol · Wanderers · Charley · Liverpool · Lito · Rampla Juniors · Sud América · Misiones · Defensor · Bella Vista · Uruguay Athletic · Racing Club · Olimpia · Capurro · Cerro · Colón Montevideo                                                           |

La 27e édition du championnat d'Uruguay de football est remportée par le Club Atlético Peñarol. C’est le troisième titre de champion du club, le huitième si on lui adjoint le palmarès du CURC. Le Peñarol l’emporte avec 8 points d’avance sur le champion en titre, le Rampla Juniors Fútbol Club. Club Nacional de Football complète le podium. 

## Les clubs de l'édition 1928
| Club                             | Stade                    | Capacité | Ville      |
| -------------------------------- | ------------------------ | -------- | ---------- |
| Club Atlético Bella Vista        | -                        | -        | Montevideo |
| Capurro                          | -                        | -        | Montevideo |
| Club Atlético Cerro              | -                        | -        | Montevideo |
| Colón Fútbol Club                | -                        | -        | Montevideo |
| Defensor Sporting Club           | -                        | -        | Montevideo |
| Club Atlético Lito               | -                        | -        | Montevideo |
| Liverpool Fútbol Club            | -                        | -        | Montevideo |
| Misiones Football Club           | -                        | -        | Montevideo |
| Montevideo Wanderers Fútbol Club | -                        | -        | Montevideo |
| Club Nacional de Football        | -                        | -        | Montevideo |
| Olimpia                          | -                        | -        | Montevideo |
| Club Atlético Peñarol            | -                        | -        | Montevideo |
| Rampla Juniors Fútbol Club       | -                        | -        | Montevideo |
| Institución Atlética Sud América | -                        | -        | Montevideo |
| Uruguay Athletic Club            | Cancha de Punta Carretas | -        | Montevideo |

## Compétition

### Classement
Le classement est établi sur le barème de points suivant : victoire à 2 points, match nul à 1, défaite à 0.
| Rang | Équipe                           | Pts | J  | G  | N  | P  | Bp | Bc | Diff |
| ---- | -------------------------------- | --- | -- | -- | -- | -- | -- | -- | ---- |
| 1    | Club Atlético Peñarol            | 45  | 30 | 20 | 5  | 5  | 66 | 22 | +44  |
| 2    | Rampla Juniors T                 | 37  | 30 | 15 | 7  | 8  | 44 | 24 | +20  |
| 3    | Club Nacional de Football        | 35  | 30 | 12 | 11 | 7  | 40 | 26 | +14  |
| 4    | Club Atlético Cerro              | 34  | 30 | 11 | 12 | 7  | 32 | 33 | -1   |
| 5    | Institución Atlética Sud América | 33  | 30 | 11 | 11 | 8  | 28 | 21 | +7   |
| 6    | Defensor Sporting Club           | 32  | 30 | 12 | 8  | 10 | 36 | 32 | +4   |
| 7    | Capurro                          | 32  | 30 | 11 | 10 | 9  | 30 | 33 | -3   |
| 8    | Misiones Football Club           | 31  | 30 | 11 | 9  | 10 | 36 | 35 | +1   |
| 9    | Club Atlético Bella Vista        | 30  | 30 | 11 | 8  | 11 | 35 | 34 | +1   |
| 10   | Colón Fútbol Club P              | 29  | 30 | 10 | 9  | 11 | 33 | 43 | -10  |
| 11   | Montevideo Wanderers             | 28  | 30 | 9  | 10 | 11 | 25 | 29 | -4   |
| 12   | Olimpia                          | 28  | 30 | 9  | 10 | 11 | 31 | 44 | -13  |
| 13   | Liverpool Fútbol Club            | 26  | 30 | 8  | 10 | 12 | 30 | 34 | -4   |
| 14   | Uruguay Athletic Club            | 21  | 30 | 7  | 7  | 16 | 31 | 53 | -22  |
| 15   | Racing Club de Montevideo        | 20  | 30 | 7  | 6  | 17 | 33 | 49 | -16  |
| 16   | Club Atlético Lito               | 19  | 30 | 5  | 9  | 16 | 32 | 50 | -18  |

| Légende : Qualifications et relégations | Légende : Qualifications et relégations |
| --------------------------------------- | --------------------------------------- |
|                                         | Champion d’Uruguay                      |
|                                         | Relégation en deuxième division         |
|                                         | T : Tenant du titre P : Promus          |

## Bilan de la saison
| Championnat d'Uruguay de football 1928                             |                                                                    |
| Champion                                                           | Club Atlético Peñarol (3e titre)                                   |
| Promotions et relégations                                          |                                                                    |
| Promus en Primera División                                         | Central                                                            |
| Relégués en Championnat d'Uruguay de football de deuxième division | Club Atlético Lito Racing Club de Montevideo Uruguay Athletic Club |